# NGC 6697
NGC 6697 este o galaxie situată în constelația Hercule. A fost descoperită în 2 iulie 1864 de către Albert Marth.